# Antepipona biarcuata
Antepipona biarcuata är en stekelart som först beskrevs av Mor.  Antepipona biarcuata ingår i släktet Antepipona och familjen Eumenidae. Inga underarter finns listade i Catalogue of Life.